# Graminicola
Graminicola es un género de aves paseriformes perteneciente a la familia Pellorneidae.

## Especies
El género contiene las siguientes dos especies:
- Graminicola bengalensis - yerbera bengalí;[2]
- Graminicola striatus - yerbera china.